# Claës Ljung

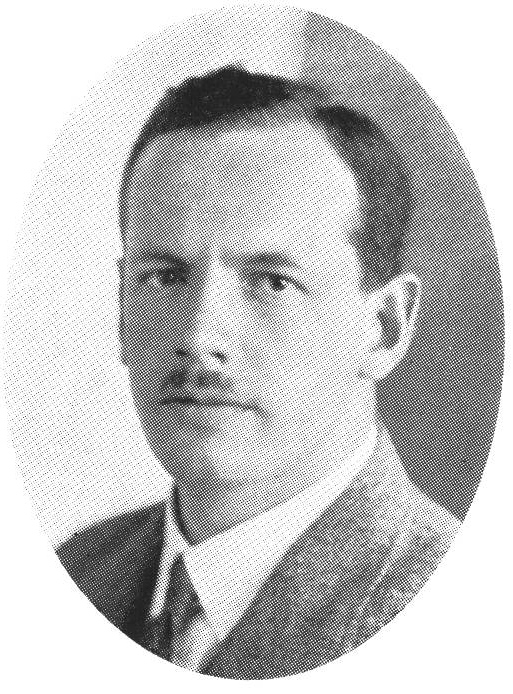
Advokaten och tidningsmannen Claës Ljung. Från Svenskt porträttgalleri 1939.

Claës Elis Ljung, född 18 september 1900 i Fritsla i Älvsborgs län, död 22 februari 1974 i Örebro, var en svensk tidningsman och jurist.
Ljung tog studenten 1919 vid Gamla Latin i Göteborg, blev juris kandidat vid Uppsala universitet 1926 (samt verksam som l:ste kurator för Göteborgs nation), arbetade som extra ordinarie notarie vid Svea hovrätt och gjorde tingstjänstgöring 1926–1928 vid Uppsala läns norra domsaga och Västernärkes domsaga i Örebro samt undervisade i juridik vid Brunnsviks folkhögskola. Han blev advokat 1928 och etablerade sig som egen sådan 1930 i Örebro. Efter ett par år knöts advokaten Torsten Malm till rörelsen, och advokatbyrån Ljung och Malm kom att bli mycket framgångsrika. Claës Ljungs juridiska och ekonomiska kompetens gav byrån många specialuppdrag inom affärsbanker och industrier. Han förvärvade aktiemajoriteten och blev verkställande direktör vid Länstidningens tryckeri AB 1933, chefredaktör på Nerikes Allehanda 1937, verkställande direktör och chefredaktör vid Bergslagsposten 1943, för Nerikes Allehanda-Nerikes Tidning från 1944,  och för Motala Tidning 1957. 
Claës Ljung var verkställande direktör för Oriel Blombergs nya AB från 1944, styrelseledamot av Skandinaviska banken i Örebro 1945 (ordförande 1965), styrelseledamot av Rockhammars bruks AB, Yxhults stenhuggeri AB, Ytong AB med flera. Han var ordförande i Förenade Landsortstidningar och satt med i styrelsen i både Arbetsgivareföreningen och Mellersta kretsen av Tidningsutgivareföreningen. Åren 1943–1950 satt Ljung i stadsfullmäktige i Örebro, men fängslades aldrig av det uppdraget. Han var ordförande i Örebro stads fabriks- och hantverksförening 1939–1947 samt i Örebro Rotaryklubb.  

## Familj
Claës Ljung var son till komminister Claës Ljung och Elisabeth Ljung, född Ekström. Han gifte sig den 21 september 1928 i Kisa med Elsa Krabbe (1902–1992), dotter till häradshövding Hugo Petersén och Hanna Krabbe. Barn: Elisabet (född 1931), Johan (född 1935), Agneta (född 1938) och Peter (född 1944). Makarna Ljung är begravda på Längbro kyrkogård i Örebro.